# Fritz Selmer
Fritz Oscar Andreas Selmer, född den 2 januari 1884 i Malmö, död den 8 juni 1950 i Karlskrona, var en svensk ämbetsman. 
Selmer avlade studentexamen 1903 och hovrättsexamen vid Lunds universitet 1906. Han blev extra ordinarie notarie i Skånska hovrätten 1906, genomförde tingstjänstgöring i Luggude domsaga 1907–1909, var tillförordnad stadsnotarie och tillförordnad rådman i Helsingborg 1909, blev biträdande länsnotarie i Jönköpings län 1909, andre länsnotarie där 1911, förste länsnotarie 1918, tillförordnad länsassessor i Uppsala län 1923 och ordinarie länsassessor där 1924. Selmer var landssekreterare i Blekinge län 1935–1949. Han blev riddare av Vasaorden 1928 och av Nordstjärneorden 1941 samt kommendör av andra klassen av sistnämnda orden 1948. Selmer vilar på Nya kyrkogården i Helsingborg.